# Українська музика (журнал)
«Українська музика» — місячник, орган Союзу українських професійних музик у Львові, виходив з березня 1937 у Стрию і з березня до червня 1939 у Львові при допомозі НТШ. З 2011 року часопис відновлено як щоквартальник.

## 1937—1939
Головний редактор — З. Лисько, члени редакційної колегії: В. Барвінський, В. Витвицький, Р. Савицький і Ф. Стешко. Співредактори журналу: С. Людкевич, А. Рудницький та інші.
Статті з історії української музики, про взаємини українських і закордонних музичних культур, народну музику, творчість окремих композиторів, проблеми музичної термінології і педагогіки; крім того, рецензії, критика, бібліографія, хроніка музичного життя.